# Quo vadis? (pel·lícula de 1913)
Quo Vadis és una pel·lícula italiana dirigida per Enrico Guazzoni per a Società Italiana Cines el 1913, basada en la novel·la homònima escrita per Henryk Sienkiewicz. Va ser un dels primers blockbusters de la història del cinema, amb 5.000 extres, escenografies fastuoses i una durada de dues hores, establint l'estàndard dels "superespectacles" per a dècades futures.
Fou un èxit mundial, es va estrenar a Alemanya a la nit d’inauguració del Ufa-Pavillon am Nollendorfplatz (el primer cinema independent de Berlín construït específicament), el 19 de març de 1913. En una inusual sortida de la pràctica cinematogràfica normal, les escenes multitudinàries es van reforçar amb "multituds especials" d'actors disfressats en directe a l'auditori.
Quo Vadis va ser la primera pel·lícula projectada en un teatre de primera classe de Broadway (l'Astor Theatre), on es va projectar durant nou mesos d'abril a desembre de 1913. La primera projecció de la pel·lícula a Londres va ser pel rei Jordi V del Regne Unit, al Royal Albert Hall, qui va felicitar els intèrprets.

## Sinopsi

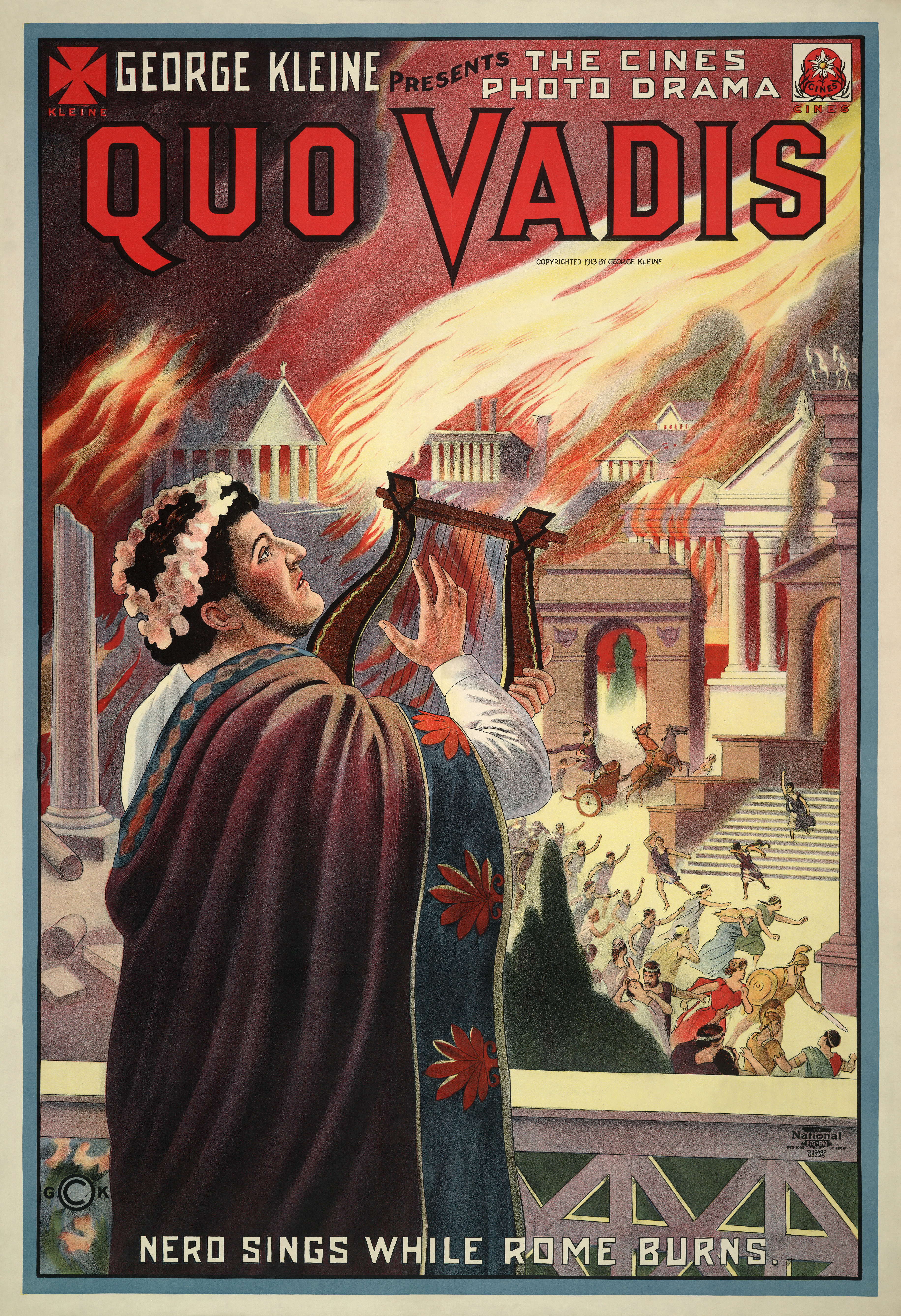
Cartell de la pel·lícula

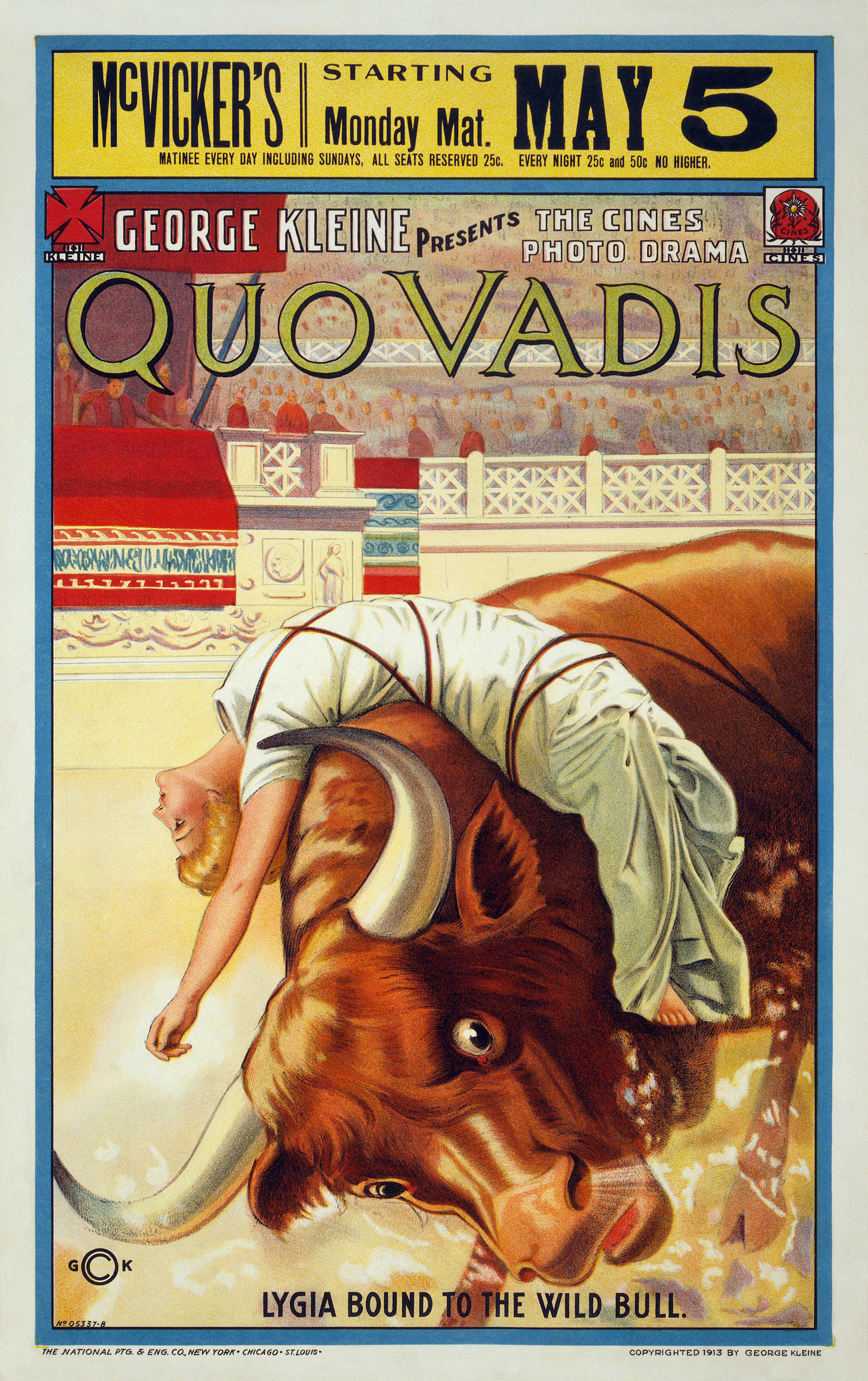
Pòster mostrant Lygia lligada al toro

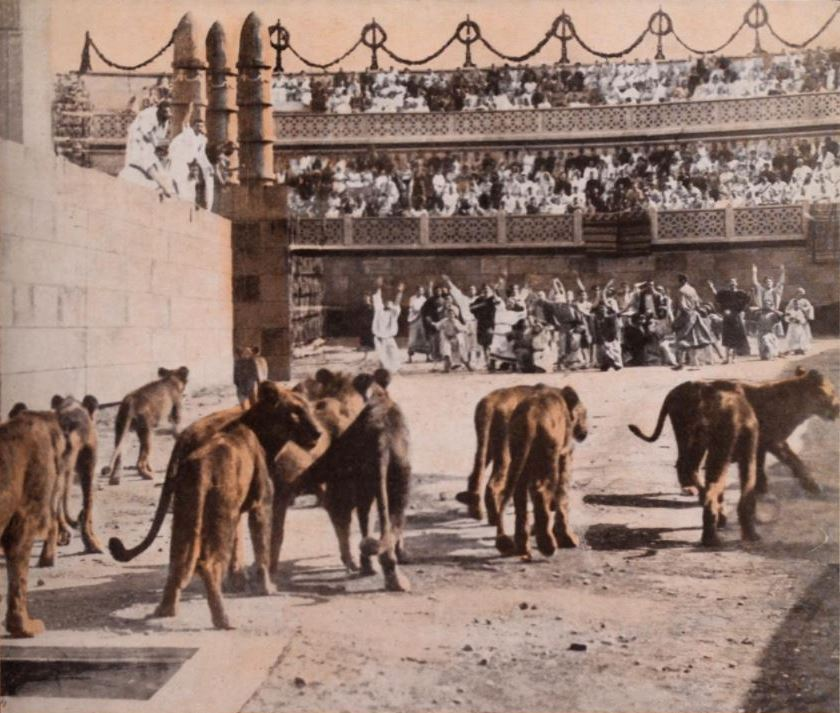
Tintat per a un anunci americà

La història se situa durant els darrers anys del regnat de l'emperador Neró. Marcus Vinicius, un dels oficials militars de Neró, s’enamora d’una jove ostatge cristiana anomenada Ligia. Però el seu amor es veu obstaculitzat per Neró, que fa que els seus soldats cremin Roma i atribueixi la culpa als cristians. Neró llança una cruel persecució contra la secta religiosa, condemnada a mort al Circ. Entre les víctimes hi ha Lygia. Està lligada a l'esquena d'un toro a imitació d'Europa. Però la seva vida és salvada pel guardaespatlles Ursus, que lluita contra el toro.

## Repartiment
- Amleto Novelli - Vinicius
- Gustavo Serena - Petronius
- Amelia Cattaneo - Eunice
- Carlo Cattaneo - Nero
- Lea Giunchi - Lygia
- Augusto Mastripietri - Chilo
- Cesare Moltini - Tigellinus
- Olga Brandini - Poppaea
- Ignazio Lupi - Aulus
- Giovanni Gizzi - Sant Pere
- Lia Orlandini - servent Livia
- Matilde Guillaume
- Ida Carloni Talli - sacerdotessa
- Bruto Castellani - Ursus
- Giuseppe Gambardella

## Distribució i estrena
Enrico Guazzoni, antic pintor, dibuixant i arquitecte, va dissenyar i construir els decorats que necessitava. Així se li atribueix, a més del seu paper com a guionista i director, el de director artístic, dissenyador de vestuari i editor. La fotografia la proporciona Eugenio Bava (el pare de Mario Bava), a qui Giovanni Pastrone cridarà per Cabiria l'any següent. El paper principal l’interpreta Amleto Novelli, actor de teatre, que protagonitzarà més d'un centenar de pel·lícules durant la seva carrera (relativament curta en morir als 38 anys). Petroni està interpretat per Gustavo Serena, que interpretarà i dirigirà moltes pel·lícules. El paper d'Ursus, realitzat per Andrés Balsa, fou atribuït a Bruto Castellani qui va repetir el paper a la versió de 1924 i a altres pel·lícules com Ursus de Pio Vanzi. El personatge d'Ursus va decaure en moltes pel·lícules com La vendetta di Ursus, de Luigi Capuano, el 1961 o Ursus gladiatore ribelle de Domenico Paolella el 1962.
La pel·lícula va requerir diversos mesos de rodatge i una gran inversió de la productora, la Società Italiana Cines. Un pressupost de 500.000 lires, incloent-hi una partida per llogar uns vint lleons per a les seqüències d'arena.

## Recepció
La pel·lícula va ser un èxit mundial, a l'estrena a Nova York, els espectadors estan especialment impressionats per les captures multitudinàries, on hi ha nombrosos figurants. Tenint en compte la durada i el pressupost de la pel·lícula, els preus de les entrades són al mateix nivell, amb un seient d'1 dòlar a Nova York en lloc dels 25 cèntims habituals. La pel·lícula és un èxit, recupera de 10 a 20 vegades la seva participació. Va generar diversos remakes, inclòs el de Gabriellino D'Annunzio i Georg Jacoby en 1924 del mateix títol o el de de Mervyn LeRoy el 1951.
Per a Georges Sadoul: 
| « | Foc a Roma, cristians llançats als lleons, torxes humanes als jardins imperials, banquets romans, res no es va estalviar. Un Neró prudent, un Petroni amb corona de rosa que s'obria les venes en un bany eren admirats universalment i la pel·lícula era aclamada arreu com una gran obra d'art. Era en la mesura exacta del llibre de Sienkiewicz | » |

.
Per a René Jeanne i Charles Ford: 
| « | "... Quo vadis farà més pel cinema italià que el que havia fet L'Assassinat du duc de Guise pel cinema francès, justificant les ambicions dels productors i cridant l'atenció dels espectadors amb efectes multitudinaris com mai no havíem vist mai abans. La interpretació va ser agraïda per unanimitat i va destacar un excel·lent actor de teatre, Amleto Novelli, que va marcar l'inici d'una brillant carrera a la pantalla. | » |

L'escultor Auguste Rodin va declarar que era una obra mestra. Per Bardèche i Brasillach,
| « | Quo vadis de Guazzoni havia guanyat la partida gràcies a l'abundància de figuracions, el realisme de la decoració i la bellesa dels espectacles declamatius que oferia. | » |

Hi remarca dins d'una interpretació brillant, el refinat i cautelós Petroni de Gustavo Serena i l'atlètic Ursus de Bruto Castellani, que el rei d'Anglaterra va felicitar per les seves gestes.